# Casa do Arco do Bispo
A Casa do Arco do Bispo, também referida como Casa do Arco da Péla, Cidadela do bispo ou Cidadela da casa do bispo, é um antigo palácio eclesiástico com sucessivas ocupações e obras situado na base do Monte da Cardosa, na cidade de Castelo Branco.
A Casa do Arco do Bispo encontra-se classificada como Imóvel de Interesse Público desde 2002.

## O arco
Em plena Zona Medieval de Castelo Branco há um arco romanico, ao estilo da porta principal do castelo. Encontra-se demasiado afastado da cerca da vila para que se possa pensar que era uma das suas entradas; além disso data de muito antes da construção da cerca da vila, pelo que a sua presença sempre constituiu um enigma.[carece de fontes?]

## O bispo
Coloca-se frequentemente em dúvida que, em meados do séc. XIII pudesse existir em Castelo Branco, uma residência para o bispo. Há indícios de tal residência ter existido na base do monte da Cardosa.

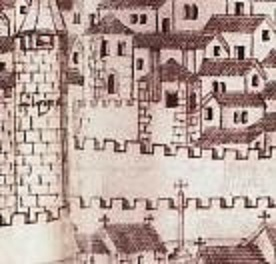
Muralhas da cidadela do bispo

O perigo muculmano já se encontrava muito longe – a Reconquista Cristã estava prestes a expulsar os árabes do Algarve – ou já nem existia e o maior risco era com Leão  – com o qual Portugal discutia as fronteiras – mas Leão era também um reino católico. Está documentado que, no Porto, em 1242, foi estabelecida uma concordata entre o Bispo da Guarda e a Ordem do Templo sobre certos direitos eclesiásticos que o prlado tinha a haver em Castelo Branco e no seu termo, ficando assente, entre outras coisas, que "dentro da vila se lhe desse um lugar competente em que pudesse fazer casas para agasalho seu e para recolhimento das suas necessidades".

## A casa

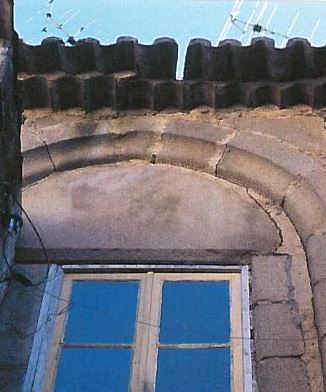
Janela da hipotética casa do bispo

Observando atentamente a casa que fica ao cimo do Arco, verificamos que é um edifício antiquíssimo que mostra claramente indícios de ter várias sobreposições de muros e, ao alto, apresenta uma janela que constitui a prova da sua existência já em meados do séc. XIII. A janela é em estilo gótico, ainda tão tímido que o arco parece redondo, e tem um tímpano liso, de tradição  romana. Bem pode ser, pois, da época da transicão ente os estilos e coeva do arco. Por outro lado, observando o desenhos de Duarte de Armas da vista da vila tirada da banda de nordeste, constatamos que ali foram desenhadas duas casas torreadas e fortificadas, com um pequeno pano de muralha que se diferencia bem da muralha da cerca da vila. No local podemos observar que a casa sobre o Arco é um edifício torreado, que faz lembrar a casa do desenho de Duarte de Armas.

## A cidadela
Pode concluír-se que o arco, que ficou conhecido como arco do bispo, era a entrada para um recinto amuralhado, circunscrito à residência do bispo, talvez para a protecção, defesa autónoma ou até sobretudo por uma questão de afirmação social do prelado. Quando a cerca da vila foi construída (a construção da cerca da vila foi iniciada em 1343, cerca de 100 anos depois, por D. Afonso IV) essa cidadela ficou situada dentro do perímetro da cerca da, então, vila de Castelo Branco – porventura caso único em Portugal.